# Johann Adolf Tassius

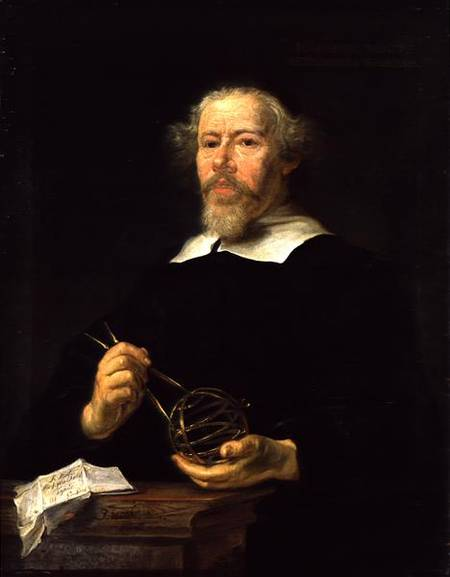
Porträt von Johann Adolph Tassius von Jurian Jacobsz.

Johann(es) Adolf Tassius (eigentlich Tasch(e), fälschlich auch Tasse) (* 1585 in Bremervörde; † 4. Januar 1654 in Hamburg) war ein deutscher Mathematiker, Naturforscher und Professor am Akademischen Gymnasium in Hamburg.

## Leben
Tassius Eltern waren Joachim Tasch aus Altenburg und Magdalena von der Horst. Joachim Tasch arbeitete als Sekretär und Notar in der Verwaltung des Erzbistums Bremen und starb, bevor sein Sohn neun Jahre alt war.
Tassius besuchte das Katharineum zu Lübeck unter dem Rektor Otto Walper, einem Hebraisten, und erhielt eine gute Ausbildung vor allem in den alten Sprachen. Dort lernte Tassius auch Joachim Jungius kennen, mit dem ihn eine lebenslange Freundschaft verband.
Über eine Tätigkeit nach der Schulzeit, die er etwa 1605 abgeschlossen haben müsste, ist nichts bekannt. Ab 1611 studierte Tassius an der Universität Rostock. Er war mit 26 Jahren für einen Studenten der sich zum ersten Mal immatrikuliert relativ alt. Dort verteidigte er 1613 in einer Disputation Thesen unter dem Titel De analogia unter dem Vorsitz von Johann Sleker, der Professor für Physik und Metaphysik war. In Rostock war dort bereits zwei Studenten der Lüneburger Patrizierfamilie Elver, Johann und Leonhard bekannt, zu denen auch später engen Kontakt hielt.
Einige Jahre später, 1618, setzt Tassius seine Studien in Heidelberg und Tübingen fort, jetzt an der medizinischen Fakultät. In Heidelberg kopierte eine griechische Handschrift der Pneumatika von Heron von Alexandria und lebte im Hause des Bibliothekars Jan Gruter. Noch im selben Jahr wechselte er nach Tübingen. Auch auf diesen Stationen wurde Tassius von einem jüngeren Lüneburger Patrizier, Nikolaus Düsterhoff, begleitet, vielleicht war er dessen Hofmeister. In Tübingen schloss Tassius Freundschaft mit Johann Valentin Andreae, der ihn in seiner Autobiographie lobend erwähnt und mit Christoph Besold, der ihm den Druck einer Rektoratsrede widmete. Tassius bemühte sich um die Lektur für Hebräische Sprache hatte aber keinen Erfolg, die Stelle erhielt der Württemberger Wilhelm Schickard.
Bald darauf begab sich Tassius an das Akademische Gymnasium nach Straßburg, wo er sich immatrikulierte. Dann ging er nach Belgium, womit sowohl die Spanischen Niederlanden Belgien als auch die Republik der Sieben Vereinigten Niederlande gemeint sein können. Die Niederlande waren ein beliebtes Ziel akademischer Bildungsreisen. Eine Immatrikulation lässt sich für Tassius dort allerdings nicht nachweisen, ebenso ist der Zweck der Reise unbekannt. Einen akademischen Abschluss hat Tassius aber nie erworben, weder den Magistertitel noch den Doktor der Medizin, der für eine Tätigkeit als Arzt notwendig gewesen wäre.
Seit 1621 hielt sich Tassius wieder in Norddeutschland auf. Zunächst in Rostock bei Joachim Jungius, dann in Lüneburg, wo er seit seiner Rostocker Studienzeit Freunde unter den Patriziern hatte. Eine feste Stellung ist für ihn dort nicht nachweisbar. Tassius setzte sich für die Societas ereunetica sive zetetica ein, eine wissenschaftliche Gesellschaft, die Jungius 1622 in Rostock begründet hatte ein. Tassius sammelte Geld und warb Mitglieder für diese Vereinigung. Er bemühte sich für sich und Jungius um eine Professur an der Universität Helmstedt. Jungius wurde zwar 1625 berufen, konnte aber sein Amt nur kurzzeitig ausüben, weil die Universität ihren Lehrbetrieb wegen des Dreißigjährigen Krieges einstellte. Tassius blieb ohne Stelle.
Erst 1628 wurde Tassius als Professor für Mathematik am Akademischen Gymnasium in Hamburg berufen, wo Jungius inzwischen Rektor geworden war. Dieses Amt übte Tassius bis zu seinem Tode aus. Das Hamburger Gymnasium war während des Dreißigjährigen Krieges von überregionaler Bedeutung und konnte auch Schüler von außerhalb anziehen. Gründe dafür waren neben der Sicherheit der Stadt Hamburg, auch der wissenschaftliche Ruf von Jungius und Tassius. Zu ihren Schüler zählten Bernhard Varenius, Marcus Meibom und Justus Georg Schottelius.
Tassius stand mit dem Kreis um Samuel Hartlib und John Durie in Verbindung. Johann Amos Comenius besuchte ihn in Hamburg. Der englische Mathematiker John Pell veröffentlichte einen Beitrag von Tassius in einem Sammelband, in dem Pell Aufsätze verschiedener Mathematiker gegen die Kreisquadratur von Christian Sørensen Longomontanus zusammenstellte. Dies blieb zu Lebzeiten Tassius' einzige Veröffentlichung, außer fünf Disputationen, die seine Studenten in Hamburg verteidigten, obwohl Freunde ihn drängten eigene Schriften zu veröffentlichen.
Eine Reihe mathematischer Lehrbücher gab sein Nachfolger Heinrich Siver erst nach Tassius' Tod heraus. Seine Sammlung mathematischer Bücher und Instrumente verkaufte er gegen eine Leibrente für sich und seine Frau an die Stadtbibliothek Hamburg, der Bestand ist aufgrund von Verlusten im Zweiten Weltkrieg weitgehend verloren. Auch sein handschriftlicher Nachlass, hauptsächlich Vorlagen und Notizen zu seiner mathematischen Unterrichtstätigkeit, vermachte er dieser Bibliothek. Er ist zu größeren Teilen erhalten.

## Werke
- Arithmeticae Empiricae Compendium, Hamburg:Zacharias Hertel, 1673. (Bruchrechnung und elementare Zahlentheorien)
- Trigonometriae Canonicae Compendium, Hamburg: Hertel, 1676. (Ebene und sphärische Trigonometrie)
- Geodaesiae, sive Geometriae Practicae Compendium, Hamburg: Zacharias Hertel, 1677. (Landvermessung)
- Photicae, (quae vulgò Optica dicitur,) Compendium, [Hamburg], 1678. (Mathematische Optik)
- Astronomiae sphaericae, in globo et canonibus primi motus prolitae, Compendium Hamburg: Hertel, 1679. (Bewegung des Sternenhimmels, von Sonne und Mond)
- Geographiæ Universalis Compendium, Hamburg: Rebelin, 1679. (Mathematische Geographie)
- Chronologiae compendium, descriptum ex recensione Henrici Siveri, Hamburg, 1691. (Christliche Kalenderrechnung und Kalender der Griechen, Römer, Perser, Juden und Muslime)
- Pars Geometriae, quae agit de Magnitudinum proportione, Hamburg: Rebelin, 1673, (Über die Konstruktion ähnlicher Figuren)
- Joan. Adolfi Tassii Staticae Compendium et variis Mathematicis collectum, Hamburg 1681. (Schwerpunktbestimmung und einfache Maschinen: Hebel, Keil, Welle, Flaschenzug)
- Opuscula Mathematica, Hamburg: Liebezeit, 1699